# Железниковская
Железниковская — деревня в Каргопольском районе Архангельской области. Входит в состав У́хотского сельского поселения.

## Общие сведения
Деревня находится к западу от озера Лача, на излучине рек Ягрема и Тихманга, напротив деревни Давыдовская.
В конце XIX века «место при реке Ягреме» в составе Тихмангской волости Вытегорского уезда Олонецкой губернии состояло из Ягремского Погоста и деревни Гуевской. Население составляло 50 человек в 1905 году. Дома стояли в один ряд, фасадом к реке Ягрема.
Действовала приходская церковь Богородицерождественская Ягремская, деревянная, построенная в 1859 году. Около церкви был погост, сосны, сторожка, а вокруг большое поле. В приходе были ещё две часовни. Церковь и часовни не сохранились.
До Великой Отечественной войны деревня насчитывала более 150 дворов. Население работало в основном на лесозаготовках и охотничьих промыслах.
На месте Ягремского погоста установлены табличка и памятный крест с именами погибших в Великой Отечественной войне жителей.

## Население
| 2002 | 2010 | 2012 |
| ---- | ---- | ---- |
| 0    | →0   | →0   |

## Известные уроженцы
Шумилов Михаил Ильич (1925—2019) — доктор исторических наук, профессор, ректор Петрозаводского госуниверситета (1973—1991).